# Pośredni Łomnicki Przechód
Pośredni Łomnicki Przechód (słow. Prostredné sedielko pod Lomnickou kopou) – przełęcz w południowo-zachodniej grani Łomnickiej Kopy, będącej odgałęzieniem południowej grani Łomnicy. Jest środkowym z trzech Łomnickich Przechodów (pozostałe to Wyżni Łomnicki Przechód i Niżni Łomnicki Przechód) i znajduje się na odcinku grani, który biegnie w kierunku wschód – zachód. Jest to szerokie siodło, pośrodku którego sterczy skalna iglica.
Przełęcz jest wyłączona z ruchu turystycznego. Najdogodniejsza droga dla taterników prowadzi od północnego zachodu, z Wielkiego Upłazu w Dolinie Małej Zimnej Wody. Możliwe jest też dojście od strony południowo-wschodniej z górnej części Siklawicznego Żlebu.
Pierwsze wejścia, przy przejściu granią:
- letnie, prawdopodobne – György Koromzay junior, Mikuláš Mlynárčik i Károly Piovarcsy, 14 sierpnia 1921 r.,
- letnie, pewne – Wincenty Birkenmajer i Włodzimierz Wiszniewski, 26 lipca 1929 r.,
- zimowe – Valerian Karoušek i Jaroslav Sláma, 11 kwietnia 1952 r.[2]